# Agatha Sangma

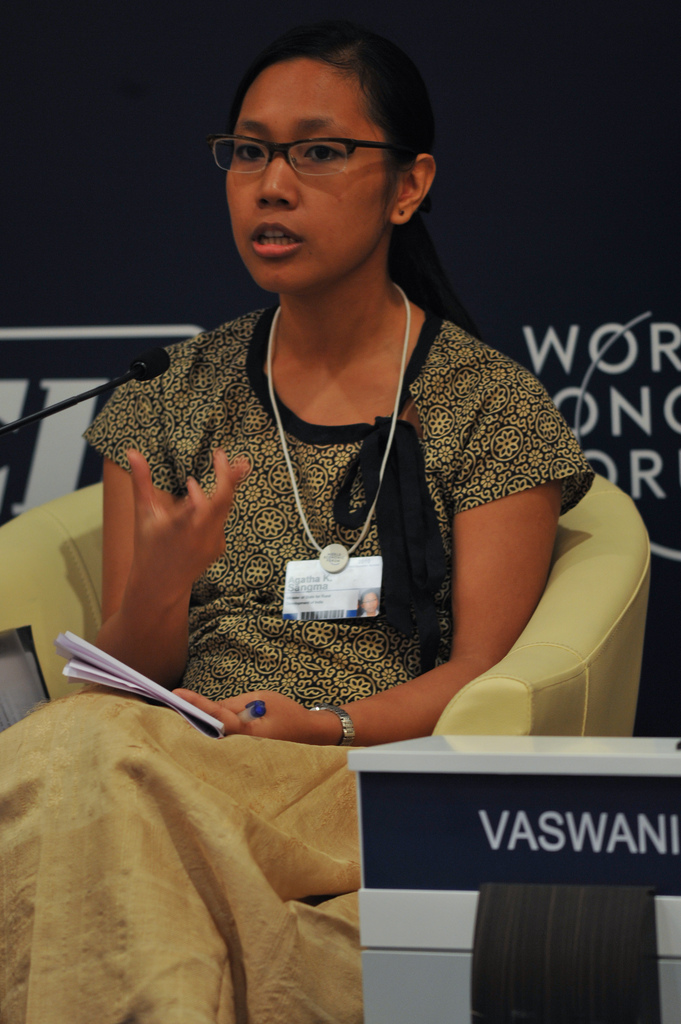
Agatha Sangma na Światowym Forum Ekonomicznym w 2010

Agatha K. Sangma (ur. 24 lipca 1980) – indyjska polityk.
Urodziła się w Nowym Delhi jako córka posła do Lok Sabhy Purno Agitoka Sangmy. Studiowała na Pune University i Nottingham University. Została wybrana do izby niższej parlamentu związkowego w maju 2008, po tym, jak z mandatu zrezygnował jej ojciec. W wyborach z 2009 uzyskała reelekcję. Pełniła funkcję ministra stanu ds. rozwoju obszarów wiejskich w rządzie związkowym (2009-2012).
Należy do Nationalist Congress Party.